# Kört ábrázoló zászlók képtára
Ez a galéria a kör grafikai elemet ábrázoló zászlókat mutatja be.

ICS pennant 1
ICS pennant 2
Afrikai Ellenállási Mozgalom
NATO jelző zászló módosított
Banglades zászlaja
Bhután zászlaja
Bougainville zászlaja (függetlenségi mozgalom)
Brazília zászlaja
Buffalo, New York
CARICOM zászlaja
A Kínai Köztársaság zászlaja
Kínai Köztársaság Hadseregének zászlaja
A Kínai Köztársaság polgári zászlaja
Kínai köztársasági tengerészeti orr-árbóc lobogó; a Kuomintang zászlaja
Freetown Christiania, Koppenhága, Dánia nem hivatalos zászlaja
Colorado zászlaja
Cook-szigetek zászlaja
Dominikai Közösség zászlaja
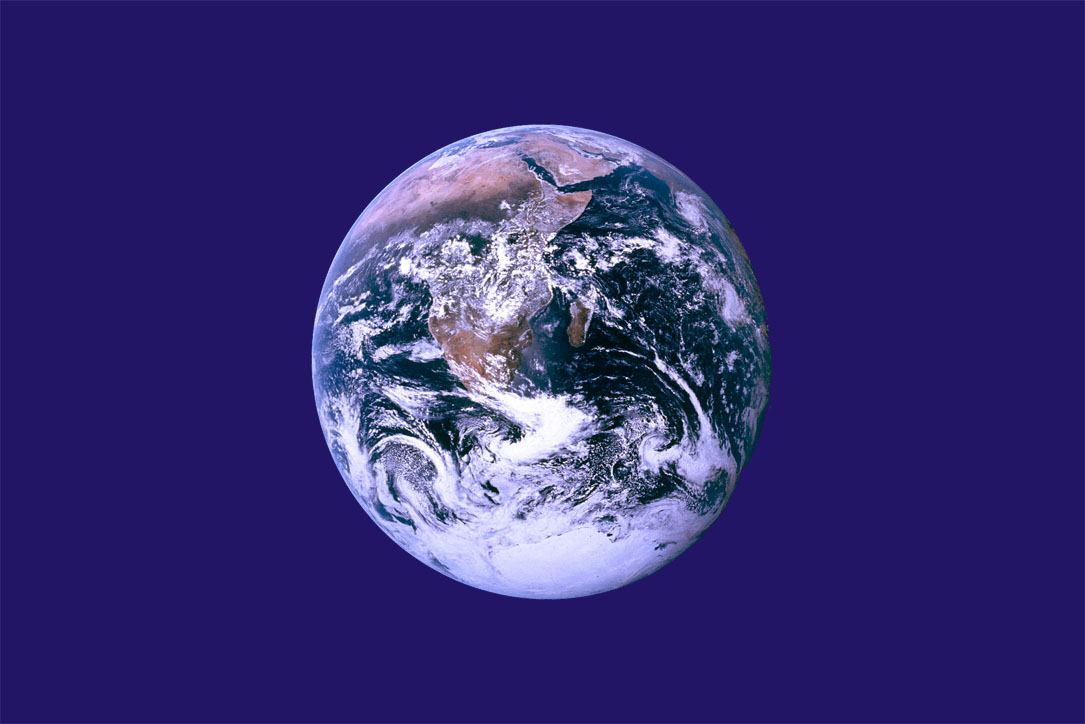
Föld zászló
Etiópia zászlaja
Európai zászló
Evenkiföld
Francia Közösség zászlaja
Galicia állami zászlaja
Németország (Olimpiák)
A Harmadik Birodalom zászlaja
Grönland zászlaja
India zászlaja
ICS flag india
Ingusföld zászlaja
Japán zászlaja
Japán tengerészeti orr-árbóc zászló
Kazahsztán zászlaja
Észak-Korea zászlaja
Dél-Korea zászlaja
Kirgizisztán zászlaja
Laosz zászlaja
Macedónia zászlaja
Macedónia zászlaja (1991-1995)
Makedónia zászlaja
Mianmar zászlaja, 1974–2010
NATO zászlaja
Niger zászlaja
Ohio zászlaja
Olimpiai zászló
OPEC zászlaja
Palau zászlaja
Portugália zászlaja
Csing-dinasztia (1862-1890)
Csing-dinasztia (1890-1912)
Rhode Island zászlaja
A Romák zászlaja
Jakutföld zászlaja
Lappföld zászlaja
Tennessee zászlaja
Timurid Birodalom
Tunézia zászlaja
UNPO
Az Amerikai Egyesült Államok zászlaja (13 csillagos, "Betsy Ross" változat)
Uganda zászlaja